# مخمور جام عشقم ساقی بده شرابی
غزلی با مطلع «مخمور جام عشقم ساقی بده شرابی»، غزل شمارهٔ ۴۳۲ از دیوانِ حافظ در تصحیحِ محمد قزوینی و قاسم غنی است.

## در اجراها
محمدرضا شجریان در برنامهٔ شمارهٔ ۲۵۰ از مجموعهٔ برگ سبز این غزل را در آوازِ بیات اصفهان اجرا کرده‌است.